# Нове (Италия)
 Тази статия е за градчето в Италия.  За древноримското селище в България вижте Нове.  
Но̀ве (на италиански и на венециански: Nove) е градче и община в Северна Италия, провинция Виченца, регион Венето. Разположено е на 84 m надморска височина. Населението на общината е 5038 души (към 2015 г.).